# Bristol 406
La Bristol 406 est une voiture de luxe produite entre 1958 et 1961 par le fabricant anglais Bristol Aeroplane Co. (dont la division automobile devint plus tard Bristol Cars). C'est la dernière Bristol à utiliser le moteur six cylindres dérivé du BMW à soupapes en tête qui animait toutes les voitures construites par la société mais devenait obsolète par rapport aux nouveaux moteurs émergents de l'époque.

## Évolution
Par rapport à la 405, la 406 a vu plusieurs grands changements. Une carrosserie berline deux portes que Bristol conservera pendant une longue période après l'adoption du moteur Chrysler V8 sur la 407. Le style de la 406 est plus celui d'une voiture de luxe que d'une véritable berline de sport. C'était, néanmoins, un "plaisir à conduire".

## Moteur
Le plus important était que le moteur à six cylindres a été agrandi légèrement en alésage et course aux dimensions de 69 mm par 100 mm (2,71 pouces par 3,94 pouces), donnant une cylindrée de 2.216 cm³ (135 pouces cubes), sans que la puissance réelle du moteur ne soit supérieure à celle de la 405, mais le couple est plus élevé qu'avec le plus petit moteur, surtout à bas régime.

## Freins
La 406 est équipée de freins à disque Dunlop sur les quatre roues. C'est l'une des premières voitures à freins à disque sur les quatre roues.

## Suspensions
La suspension arrière de la 406 changea pour une solution plus moderne à mécanisme de Watt, abandonnant les crochets en A des précédents modèles. La 406 a été la première voiture de production à en être équipée. Cependant, les anciennes suspensions avant de la précédente Bristol est retenue et non mise à jour jusqu'au modèle suivant, plus puissant.

## Particularités
Comme dans toute berline Bristol depuis la 404, un compartiment, accessible par un panneau articulé entre l'avant de la porte du conducteur et l'arrière du passage de roue avant, loge la batterie, le panneau de fusibles, le moteur de l'essuie-glace et le servo des freins. Un panneau similaire de l'autre côté de la voiture abrite la roue de secours et le cric.

## Carrosseries Zagato

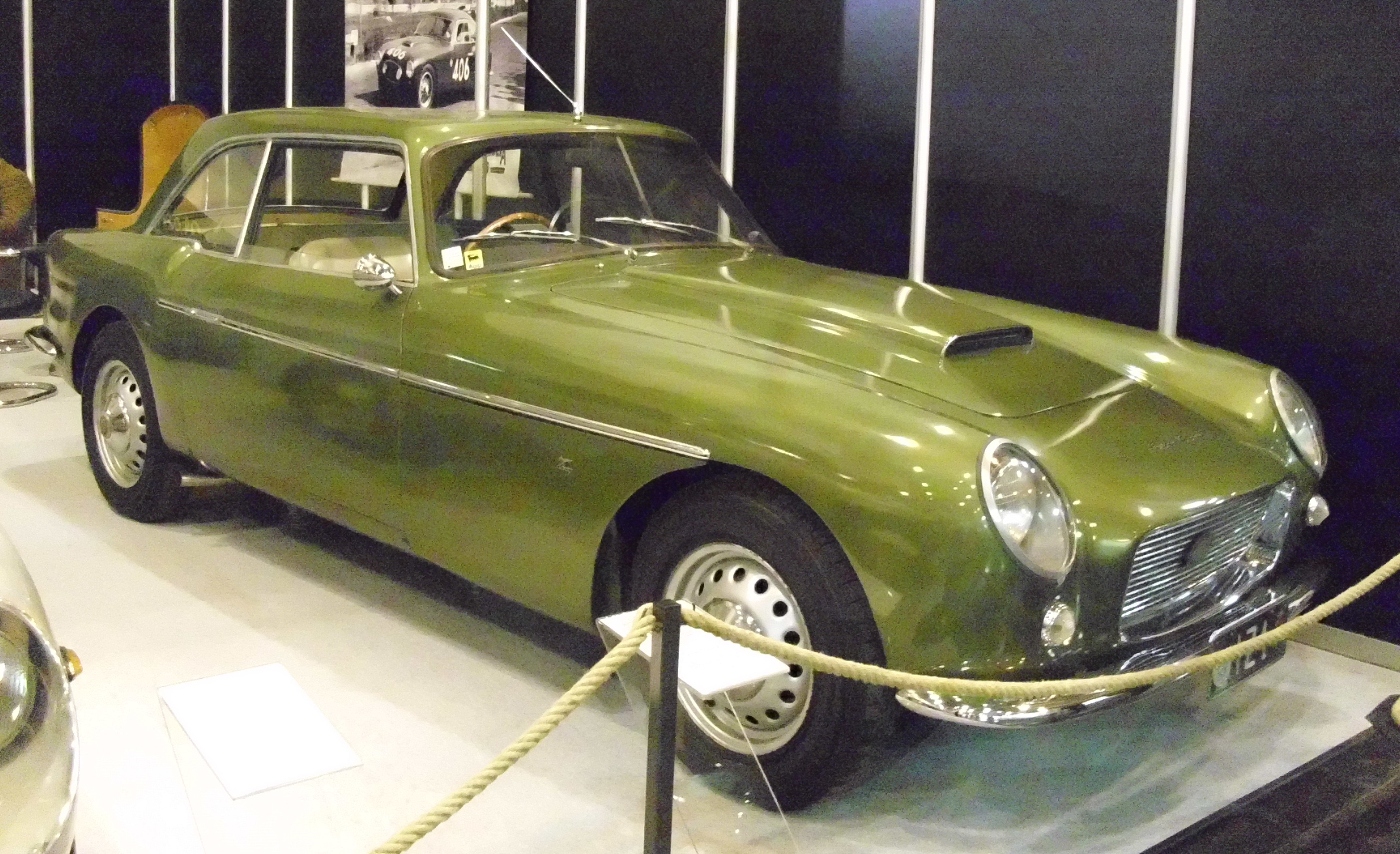
Une 406 Zagato

Deux 406 à empattement court, des 406S, ont été carrossées par l'italien Zagato. En tout, il y eut seulement six 406 Zagato. Plutôt que le moteur de 105 cv, elles reçurent un moteur allégé de 115 cv et un échappement inoxydable Abarth, ce qui, combiné avec la légèreté, en firent de fougueuses interprètes de la 406.